# Jan Smelik
Jan Smelik (Bunschoten, 28 december 1961) is een Nederlands hymnoloog en musicoloog.

## Loopbaan
Smelik studeerde muziekwetenschappen aan de Rijksuniversiteit in Utrecht. Vervolgens werd hij in opleiding onderzoeker aan de Nederlandse Organisatie voor Wetenschappelijk Onderzoek. Hij promoveerde in 1997 aan de  Rijksuniversiteit in Groningen op het proefschrift 'Eén in lied en leven. Het stichtelijk lied bij Nederlandse protestanten tussen 1866 en 1938'. In 1998 verrichte hij een researchopdracht van IKON-televisie over het leven van Frits Mehrtens. Hij was tussen 2001 en 2003 medewerker van het onderzoeksprogramma 'Kulturwirkungen des reformierten Protestantismus'. Tussen 1993 en 2002 was hij lid van het deputaatschap Eredienst van de Gereformeerde Kerken en was hij redactielid van het "Nieuw Handboek voor de kerkorganist" en "Het kerklied. Een geschiedenis". Tot op heden is hij werkzaam als publicist en kerkmusicus. Daarnaast is hij hoofdredacteur van tijdschrift " Het Orgel".

## Composities
Dit is een onvolledige selectie met liedbesprekingen van Smelik.
- De Heer is mijn herder
- Loof nu, mijn ziel, de Here
- Gij volken loof uw God en Heer
- Uit angst en nood stijgt mijn gebed
- Toen wij zaten langs het water
- Laat ons nu vrolijk zingen
- Alles wat adem heeft love de Here
- Om Sions wil zwijg ik niet stil
- Ere zij de Vader en de Zoon
- De zon gaat op in gouden schijn
- De trouw en goedheid van de Heer
- Nu wordt het licht, de dag breekt aan
- Heer Jezus, o Gij dageraad
- De gouden zonne heeft overwonnen
- Laten wij zingend deze dag beginnen
- Morgenglans der eeuwigheid
- Heer, blijf bij ons, kom in ons huis
- Blijf bij ons, Jezus, onze Heer
- Vriendelijk licht, dat heel de dag
- Wij zoeken in uw huis uw aangezicht, o Here
- Eén is de Heer, de God der goden
- Here Jezus, om uw woord
- Heb dank, o God van alle leven
- Geloofd zij God die heel de wereld tot leven wekt
- O God die uit het water
- Dat ’s Heren zegen op u daal’
- Ik mag hier aan uw kribbe staan
- In de nacht gekomen
- Door goede machten trouw en stil omgeven
- Hoe helder staat de morgenster
- Veertig jaren lopen door het hete zand
- Dans en zing: hosanna voor de koning
- Ik wil mij gaan vertroosten
- Glorie zij U, Christus, U leed onze nood
- O hoofd vol bloed en wonden
- Er wordt een nieuwe stad gebouwd
- Ga uit, o mens, en zoek uw vreugd
- Geef vrede door van hand tot hand

## Publicaties
- (1993) O Sangerige Keeltjes! De liedcultuur en het muziekleven in de Noordelijke Nederlanden tussen 1550 en 1650
- (1997) Eén in lied en leven. Het stichtelijk lied bij Nederlandse protestanten tussen 1866 en 1938
- (2005) Gods lof op de lippen (Aspecten van liturgie en kerkmuziek)
- (2009) Geloof in Nederland
- (2009) Eredienstwaardig
- (2013) Het nieuwe liedboek in woord en beeld
- (2018) Zingen en zeggen. Artikelen en columns op het gebied van liturgie en kerkmuziek